# La Bisbal de Montsant
La Bisbal de Montsant település Spanyolországban, Tarragona tartományban. La Bisbal de Montsant Flix, Margalef, Cabacés és La Palma d'Ebre községekkel határos. Lakosainak száma 208 fő (2024).

## Népesség
A település népessége az elmúlt években az alábbi módon változott:
| Lakosok száma | 51   | 823  | 742  | 547  | 309  | 244  | 237  | 216  | 216  | 208  |
|               | 1717 | 1887 | 1936 | 1960 | 1986 | 2004 | 2009 | 2014 | 2019 | 2024 |